# 和牛

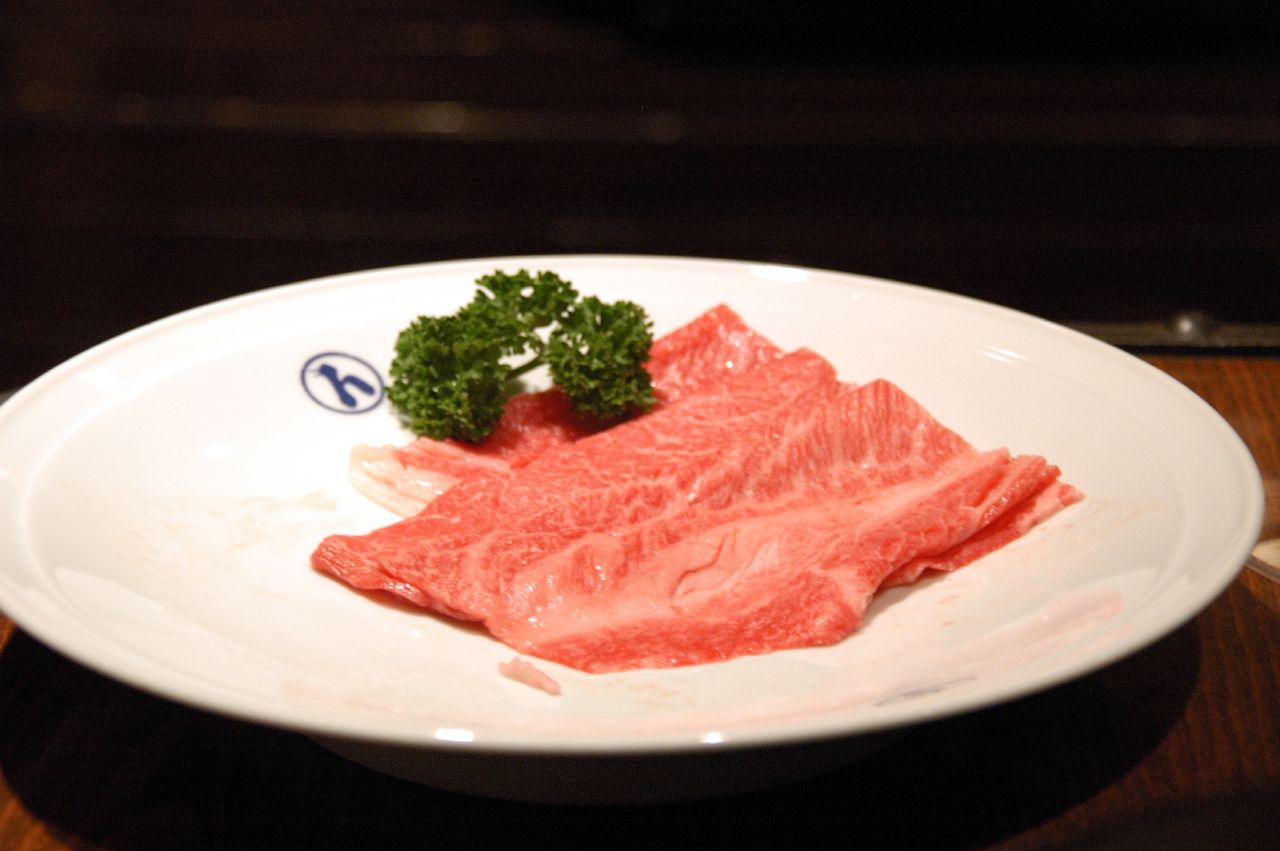
一碟神戶牛

和牛是對於黑毛和種、褐毛和種、無角和種和日本短角種4個品種的食用肉牛的統稱。近年，也有其他的國家（如澳洲）輸入及飼養和牛。
由於和牛的血統及飼養方式與其他國家品種的牛有別，形成和牛獨特的味道與質感，令和牛的價格比其他牛高。

## 飼養
日本飼養的和牛，對飼料和品質控制非常嚴謹，每隻和牛在出生時便有證明書以證明其血統。自出生後，和牛便以牛奶、草及含蛋白質的飼料飼養；一些牧場更會聘請專人為牛隻按摩及灌飲啤酒，令肉質更鮮嫩。此舉在潮濕的季節有助於牛隻的消化，增加牛隻的飢餓感，而按摩可防止牛隻肌痙攣，對於牛隻活動空間小的牧場尤其適用。

## 品種

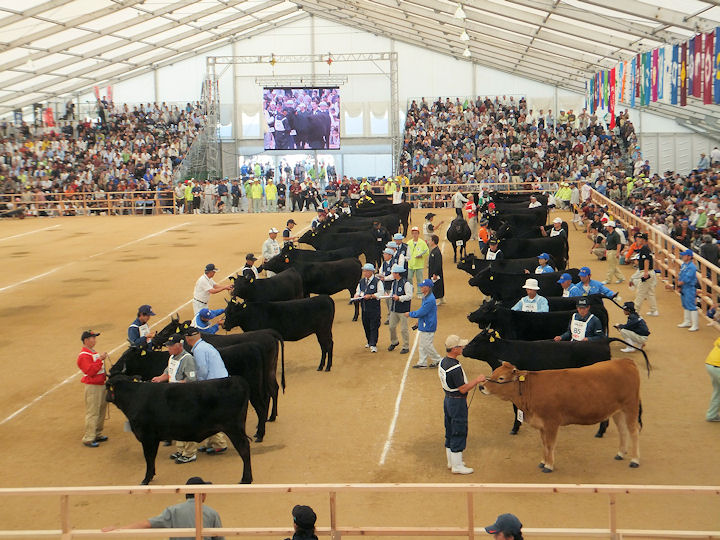
2012年10月，第十屆全國和牛能力共進會上的和牛

和牛分為四個品種：黑毛和種（Kuroge wagyu）、褐毛和種（Akage Wagyu）、無角和種（Mukaku Wagyu）和日本短角種（Tankaku Wagyu）。和牛的不飽和脂肪酸如ω-3脂肪酸及ω-6脂肪酸含量較高，與相同脂肪比例的牛肉相比，健康風險（如冠心病）較低。
- 黑毛和種（Kuroge wagyu），從頭到腳包括角都是黑色的。由於比其他品種更容易形成油花，黑毛和牛的市場流通量目前是四種和牛中最大的。人們所熟知的神戶牛、松阪牛與近江牛都是黑毛和種。與其他的牛種相比油花特徵最明顯，肉質細膩柔軟，脂肪融點較低。

- 褐毛和種（Akage Wagyu），多采用放牧養殖，身高體大，生長速度快。牛肉的油花僅次於黑毛和種，皮下脂肪厚，肉質較粗。由於這些牛大多是在山上自由放養的，所以肉質偏瘦，牛肉的風味更加濃郁。

- 無角和種（Mukaku Wagyu），是山口縣的農耕牛與英國安格斯牛的雜交牛。皮下脂肪厚，幾乎沒有油花。曾一度瀕臨滅絕，現在每年也僅有幾十頭的產量，相當稀少。

- 日本短角種（Tankaku Wagyu），是南部牛和美國短角牛的混種，皮下脂肪非常厚，很少有油花，但牛肉本身香味很突出[6]。

黑毛和種牛佔全日本和牛的90%，其原產地包括石垣島、鳥取、但馬、島根和岡山。褐毛和種牛（又稱“赤牛”）是和牛的另外一個主要品種，產地包括高知、熊本等地。日本短角和牛在日本牛中的比例不到1%。

## 等級
和牛依照產地（銘柄）和等級（格付）決定其肉質的等級：
銘柄（產地）：
日本的三大和牛神戶牛、松阪牛、近江牛，前方的的地名就是所謂的「銘柄」，指的是和牛的產地。日本國內黑毛和牛銘柄牛約有150種以上，除了三大和牛之外，日本的米澤牛、宮崎牛、仙台牛、飛驒牛等等也都很有名。其他著名和牛有兵庫縣但馬血統黑毛和牛等。
格付（級別）：
級數是由日本食用肉等級認證協會統一標準來制定的規格。A、B、C的英文字母是指在去除內臟、皮之後從一頭牛身上可取得的食用肉比例多寡（精肉率），A為最多（72％以上）、C是最少（少於69％）。英文字母後的數字則是以油花的分布、肉的色澤及紋路等等細微的地方來評斷肉的品質，總共有1~5個級別，5最高級。
|   | 5  | 4  | 3  | 2  | 1  |
| - | -- | -- | -- | -- | -- |
| A | A5 | A4 | A3 | A2 | A1 |
| B | B5 | B4 | B3 | B2 | B1 |
| C | C5 | C4 | C3 | C2 | C1 |

高品質的和牛，其油花較其他品種的牛肉多、密而平均，油花是肌肉的鬆軟脂肪，其分佈平均細緻。舉例來說，為和牛帶來入口即溶的口感，取決於和牛肉油花的融化溫度：一般如神戶牛肉的和牛的油花在攝氏40度便會融化，但最頂級的松阪牛肉的油花卻在25度就已經會融化。肉質色澤以桃色為最佳；脂肪色澤則以雪白色為佳，如油脂經氧化，顏色會變為帶黃色或灰色，質素則較遜。在香港，高級的和牛肉，每100克售價可高達數百港元起。

## 食法

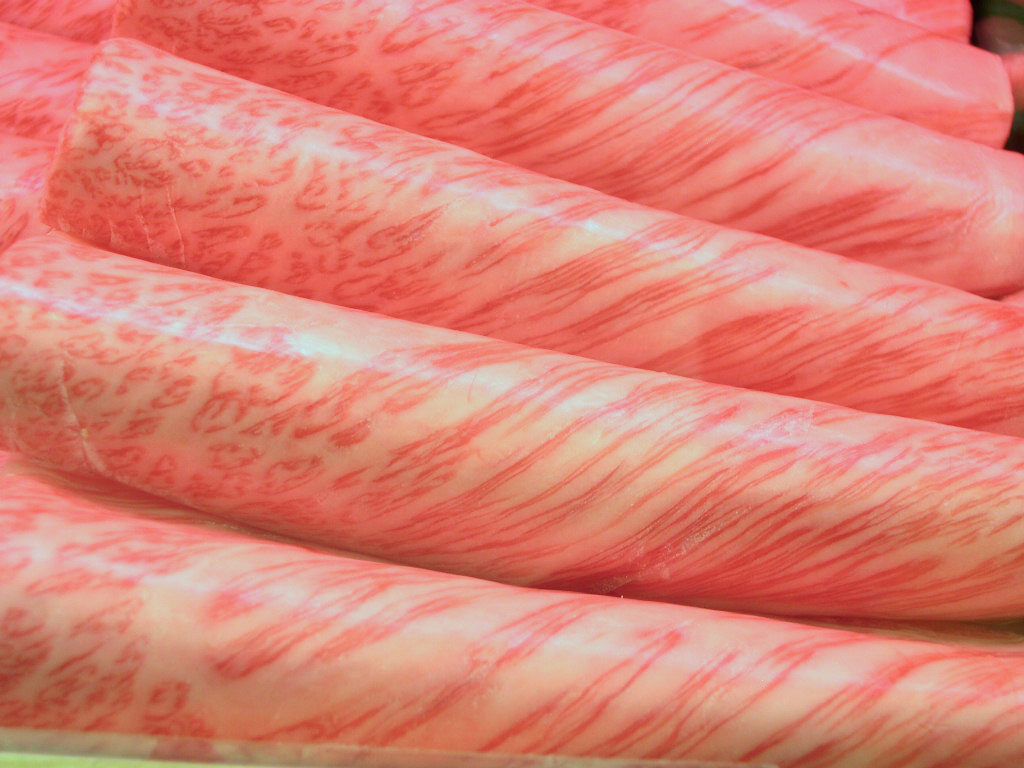
高级和牛肉切片中丰富的肌间脂肪，呈华丽的大理石纹理

和牛有多種食法，較受歡迎的有鐵板燒、涮涮鍋及壽喜燒等，也可以西式的炭火燒烤或煎熟，以半生熟為佳。

## 神戶牛肉

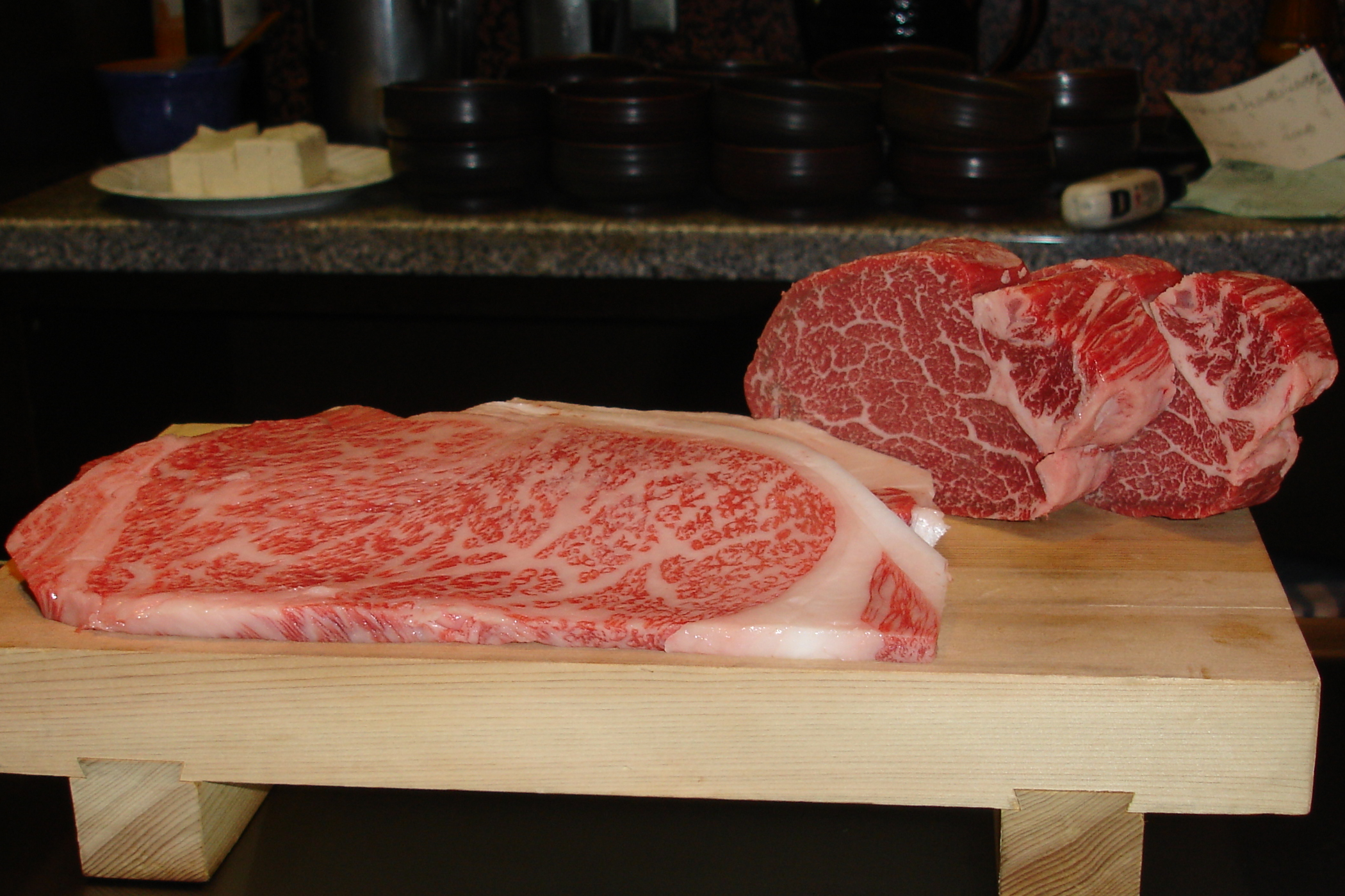
神戶牛肉

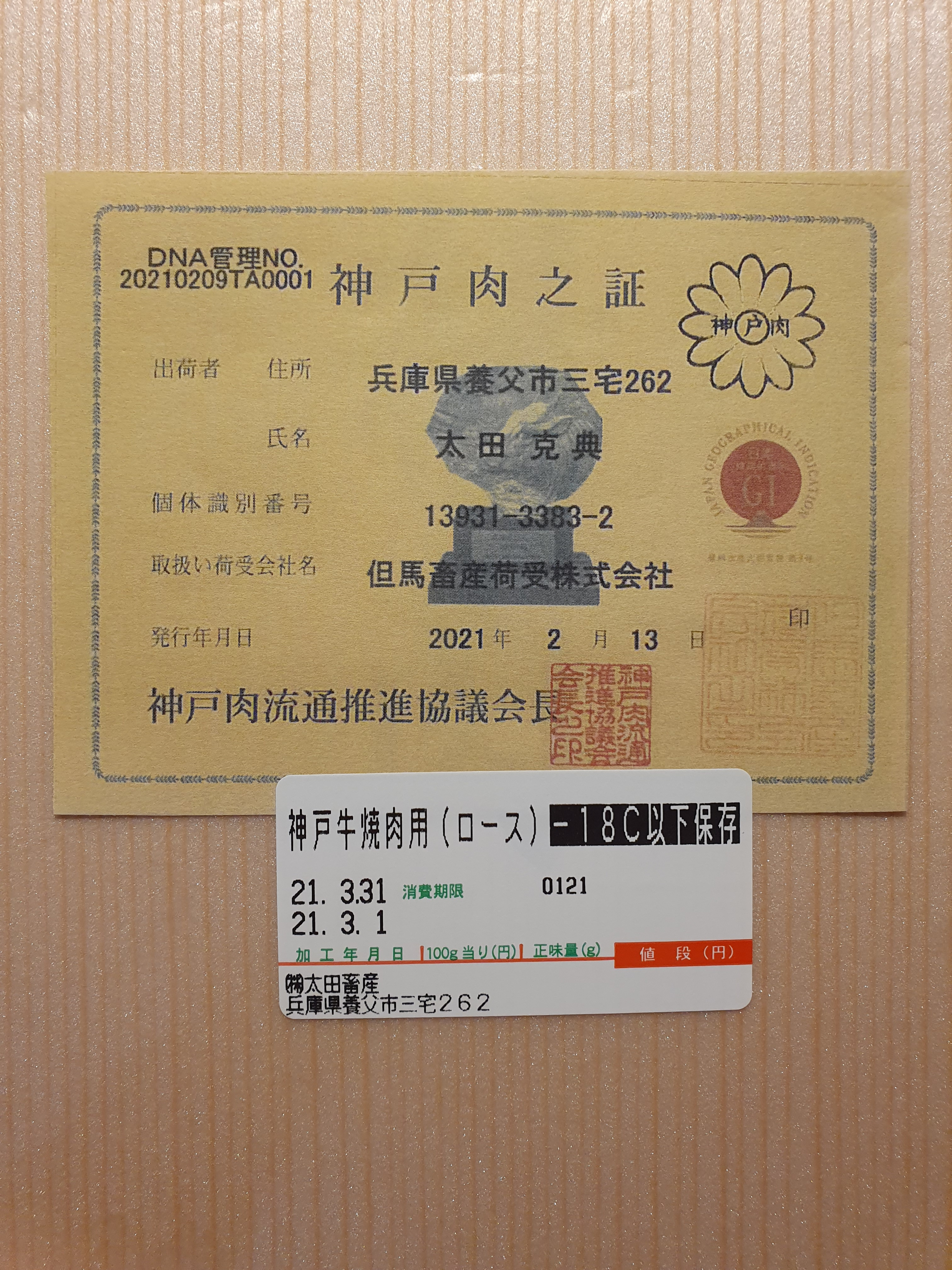
神戶牛認證證書

「神戶牛排」一詞起源於明治時代（1868-1912）起，神戶自 1869 年 1 月 1 日起成為日本第一個對外貿易港口後，首次來到神戶定居的外國人。從那裡，有關肉的消息很快就傳到了西方。
神戶牛肉被專家認為是世界上最好的牛肉，而且價格非常昂貴。這就是為什麼「神戶牛肉」這個詞也經常用於行銷目的。在西方，以這種名稱提供的大部分肉類都不是真正的神戶牛肉，但仍然像真正的神戶牛肉一樣出售。因此，僅該動物屬於和牛品種是不夠的。它也必須是由但馬的真正的但馬牛培育而成，所有動物都經過基因測試，屠宰後根據標準對屠體進行分類。符合標準的動物被授權為神戶牛肉，並在四個地方加蓋特殊標誌，之後每次屠宰都會頒發「神戶牛肉真品證書」。因此，所有神戶牛肉都可以透過包裝上必須找到的獨特 10 位數代碼從神戶牛肉網站追蹤。當它們還是小牛時，這個獨特的代碼被分配給指定飼養者的選定動物。和牛的標誌是一朵日本菊花，與日本的國徽和日本皇室印章相似但不相同。